# Mademoiselle La Quintinie (pièce de théâtre)
Ne doit pas être confondu avec Mademoiselle La Quintinie (roman).
Mademoiselle La Quintinie est une pièce de théâtre de l'écrivaine française George Sand écrite en 1872. Il s'agit d'une adaptation pour la scène de son roman du même nom.

## Synopsis
La pièce relate l'intrigue amoureuse entre le jeune Émile Lemontier et une jeune femme, Lucie La Quintinie. Leur amour est contrecarré par Moréali, un prêtre prêt à tout pour rendre leur mariage impossible.

## Élaboration de la pièce
En 1872, George Sand propose la pièce au théâtre de l'Odéon à Paris. La direction l'accueille avec enthousiasme, mais la pièce est interdite par la censure pour anticléricalisme et n'est finalement jamais représentée du vivant de Sand.

## Histoire éditoriale
La pièce n'a jamais été publiée du vivant de George Sand. Elle a été publiée en 2004 aux éditions Lansman dans le cadre de l'année George Sand, à l'occasion du bicentenaire de la naissance de l'écrivaine.